# 台芝屬
台芝屬（學名：Taiwanofungus）是擔子菌門多孔菌目台芝科中的一個屬，為該科唯一的一屬。該屬目前僅知有牛樟芝及香杉芝兩種，皆僅分布於台灣。

## 下属物种
本属包括以下物种：
- 牛樟芝 Taiwanofungus camphoratus (M.Zang & C.H.Su) Sheng H.Wu, Z.H.Yu, Y.C.Dai & C.H.Su
- 香杉芝 Taiwanofungus salmoneus (T.T.Chang & W.N.Chou) Sheng H.Wu, Z.H.Yu, Y.C.Dai & C.H.Su

## 自然史
2004年，國立自然科學博物館研究員吳聲華等臺灣學者基於分子種系發生學研究描述發表本屬，其學名由「台灣」（Taiwan）與「真菌」（Fungus）組成，包含牛樟芝與香杉芝兩個物種，皆為臺灣特有種。本屬巨觀形態與薄孔菌屬和小薄孔屬接近，但菌絲型態稍有差異，微觀形態則有明顯差異，且本屬真菌可產生關節孢子與厚壁孢子，後兩者則無。
牛樟芝是台灣的一種藥用真菌，生長於臺灣特有植物牛樟木上，1990年被發表為靈芝屬物種，但後續研究發現其擔孢子與子實體型態均非靈芝屬的典型，經rDNA序列分析，2004年被歸入新屬台芝屬中，並為該屬的模式種；香杉芝則本為2004年發表的薄孔菌屬物種，2012年後起被歸入本屬。
本屬原先被歸入白肉迷孔菌科（Fomitopsidaceae），2022年獨立劃為台芝科（Taiwanofungaceae），為該科唯一一屬。